# Mausoleo de Mohamed V
El Mausoleo de Mohamed V es un sepulcro real situado en Rabat, la capital de Marruecos. Se encuentra en la explanada de la Torre Hasán, cerca de la parte final del río Bu Regreg. El mausoleo alberga la tumba del rey Mohamed V, y de sus hijos Hasán II y Mulay Abdellah. Fue construido entre 1961 y 1971, 10 años de trabajo en los que colaboraron más de 400 artistas marroquíes. El diseño del mausoleo fue realizado por el arquitecto vietnamita Eric Vo Toan, y está caracterizado por su estilo clásico árabe-andaluz dentro del arte tradicional marroquí.

## Historia
, entre otras cosas debido a haberse negado a aplicar las leyes antisemitas de la Francia del Régimen de Vichy, protegiendo así unos 400.000 judíos marroquís. Es considerado como el "Padre de la nación marroquí moderna" y fue una de las figuras claves en las negociaciones de la independencia de Marruecos. Fue exiliado en 1944, primero en Córcega, y después en Madagascar por su apoyo al movimiento separatista Istiqlal de su país. Esta decisión del protectorado francés motivó olas de violencia entre la población, que ocasionaron el regreso del soberano y la independencia del reino en 1955.
De regreso de Madagascar, el sultán preside el 18 de noviembre de 1955 en la explanada de la célebre Torre Hasán la Oración del viernes en la que anuncia oficialmente la independencia del reino marroquí. Dado que este emplazamiento es altamente simbólico para los marroquíes, después de la muerte de Mohamed V fue escogido como el lugar de construcción del monumento que guardara sus restos.

## Arquitectura

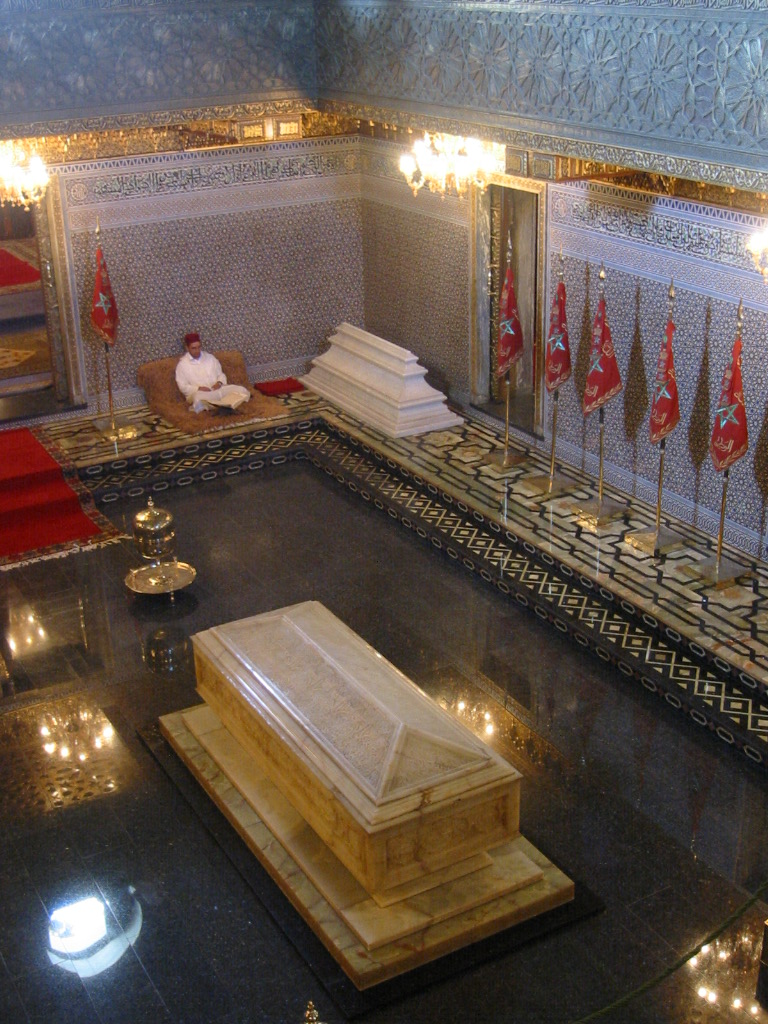
Interior del mausoleo con el sepulcro de Mohamed V en primer plano

El mausoleo fue edificado en el estilo tradicional árabe-musulmán marroquí sobre una superficie de 1500 m². La fachada de la construcción, realizada sobre una armadura de hormigón, está cubierta de mármol blanco italiano y rematada con un techo piramidal de tejas verdes, como el color de la estrella del escudo de Marruecos, símbolo de la dinastía alauí. Los muros del interior están grabados con caligrafías coránicas y recubiertos del zellige tradicional (ornamento a base de trozos de azulejos de colores, parecido al trencadís catalán). La cúpula está hecha en talla de madera de cedro del Atlas y de caoba pinta, y cubierta con una capa de oro. Los sarcófagos del sultán y sus dos hijos (el primero al centro y los otros dos en las esquinas), tallados en bloques de ónix blanco pakistaní, se encuentran en un nivel más bajo, inaccesible para el visitante, que sólo puede contemplarlos a través de una amplia abertura-mirador en la planta de entrada.

## Personas inhumadas en el mausoleo
- Mohamed V (10 de agosto de 1909 - 26 de febrero de 1961), sultán de Marruecos de 1927 a 1957, después rey de Marruecos de 1957 a 1961.
- Mulay Abdellah (30 de julio de 1935 - 23 de diciembre de 1983), príncipe de Marruecos, segundo hijo del rey Mohamed V.
- Hasán II (9 de julio de 1929 - 23 de julio de 1999), rey de Marruecos de 1961 a 1999, hijo primogénito de Mohamed V.